# Marina Kaljurand

Marina Kaljurand (n. Rajevskaja; 6 de setembro de 1962) é uma política e diplomata da Estónia, que foi ministra dos Negócios Estrangeiros do seu país no segundo governo de Taavi Rõivas, como independente. Foi antes embaixadora da Estónia nos Estados Unidos, na Rússia, no México, no Canadá, no Cazaquistão, e em Israel.
É filiada no Partido Social-Democrata e é desde 20019, deputada no Parlamento Europeu.